# Landkreis Landshut
Der Landkreis Landshut liegt im Westen des bayerischen Regierungsbezirks Niederbayern. Die kreisfreie Stadt Landshut liegt als Enklave mitten im Kreisgebiet. Die Isar teilt den Landkreis in einen Nord- und einen Südteil, die ähnlich groß sind.

## Geographie

### Lage
Das Gebiet des Landkreises Landshut umfasst ein Hügelland, das von der in west-östlicher Richtung fließenden Isar, einem rechten Nebenfluss der Donau, durchzogen wird. Der Fluss teilt das Gebiet in zwei etwa gleich große Teile. Nördlich des Flusses, am linken Ufer, wird es als Donau-Isar-Hügelland bezeichnet, südlich des Flusses, am rechten Ufer, als Isar-Inn-Hügelland. Neben der Isar gibt es zwei weitere größere Flüsse: Im Süden des Kreises die Vils, ein bei Vilshofen außerhalb des Kreisgebiets mündender Nebenfluss der Donau sowie im Nordwesten des Kreises die Große Laber (auch Laaber), die in nördlicher Richtung fließt und ebenfalls (in der Nähe von Straubing) in die Donau mündet. Die beiden Quellflüsse der Vils, die Große und die Kleine Vils, entspringen im Nachbarlandkreis Erding und vereinigen sich südlich der Kreisgemeinde Gerzen.

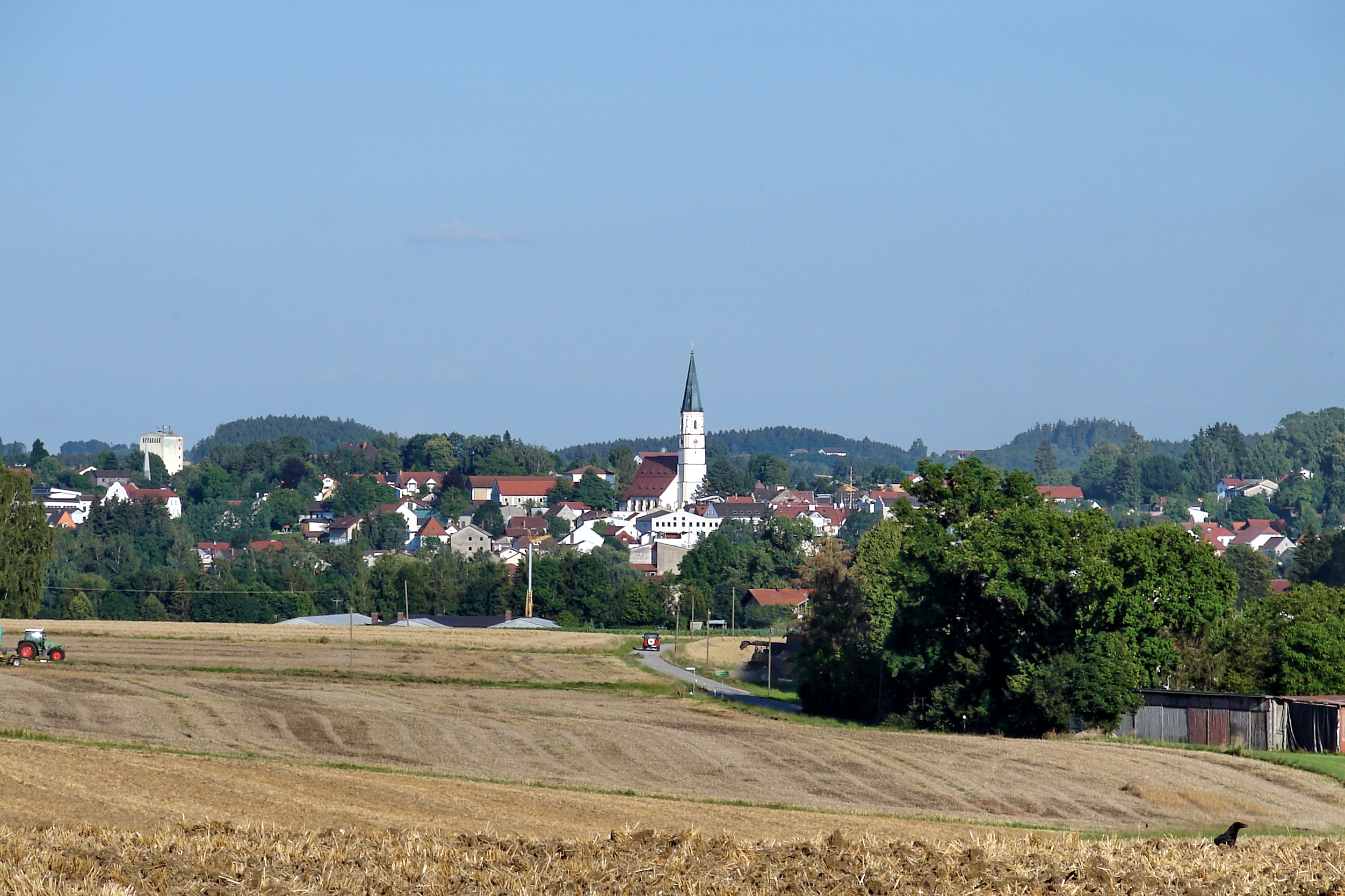
Velden (Vils) zwischen sanften Hügeln

### Nachbarkreise
Der Landkreis grenzt im Uhrzeigersinn im Nordwesten beginnend an die acht Landkreise Kelheim, Regensburg, Straubing-Bogen, Dingolfing-Landau, Rottal-Inn, Mühldorf am Inn, Erding und Freising.

## Geschichte

### Landgerichte
Das Gebiet des Landkreises Landshut gehörte schon sehr früh zu Bayern. 1803 wurden die Landgerichte Landshut und Vilsbiburg errichtet, die zum Isarkreis gehörten und sowohl Verwaltungs- als auch Justizaufgaben erfüllte. 1809 wurde die Stadt Landshut eine kreisunmittelbare Stadt. 1838 musste das Landgericht Vilsbiburg einige Gemeinden an das neu errichtete Landgericht Dingolfing abgeben. Ferner entstand das Landgericht Rottenburg an der Laaber. Sie alle kamen zum Unterdonaukreis, der gleichzeitig in Niederbayern umbenannt und dessen Sitz von Passau nach Landshut verlegt wurde. 1857 wurde das Landgericht Mainburg neu errichtet.

### Bezirksämter
Das Bezirksamt Landshut übernahm im Jahr 1862 die Verwaltungsaufgaben vom flächengleichen Landgericht älterer Ordnung Landshut. Ebenso wurden die Landgerichte Mainburg und Rottenburg a.d.Laaber zum Bezirksamt Rottenburg a.d.Laaber zusammengefasst, während das Bezirksamt Vilsbiburg von der Fläche her dem Landgericht Vilsbiburg entsprach.
1901 wurde in Mainburg ein eigenes Bezirksamt errichtet.
Am 1. April 1928 trat das Bezirksamt die Gemeinden Achdorf und Berg an die Stadt Landshut ab.

### Landkreise
Am 1. Januar 1939 wurde wie sonst überall in Bayern die Bezeichnung Landkreis eingeführt. So wurden aus den Bezirksämtern die Landkreise Landshut, Mainburg, Rottenburg a.d.Laaber und Vilsbiburg.
Am 1. Januar 1972 trat der Landkreis die Gemeinde Münchnerau an die kreisfreie Stadt Landshut ab.

### Landkreis Landshut
Bei der Gebietsreform in Bayern wurde der Landkreis am 1. Juli 1972 deutlich vergrößert. Neu zum Landkreis kamen
- alle Gemeinden des aufgelösten Landkreises Vilsbiburg bis auf die Gemeinden Dirnaich, Frontenhausen, Hölsbrunn und Rampoldstetten
- die Stadt Rottenburg an der Laaber sowie die Gemeinden Andermannsdorf, Egg, Hebramsdorf, Högldorf, Hofendorf, Hohenthann, Holzhausen, Inkofen, Kläham, Münster, Niedereulenbach, Niederhornbach, Oberergoldsbach, Oberhatzkofen, Oberlauterbach, Oberotterbach, Oberroning, Pattendorf, Pfaffendorf, Pfeffendorf, Pfeffenhausen, Piegendorf, Rainertshausen, Schmatzhausen, Stollnried und Türkenfeld aus dem aufgelösten Landkreis Rottenburg an der Laaber
- die Gemeinden Bayerbach bei Ergoldsbach, Ergoldsbach, Greilsberg, Langenhettenbach, Neufahrn in Niederbayern, Prinkofen und Winklsaß aus dem aufgelösten Landkreis Mallersdorf sowie
- die Gemeinden Martinszell, Obermünchen und Obersüßbach aus dem aufgelösten Landkreis Mainburg.

Der Landkreis Landshut seinerseits gab die Gemeinde Schönbrunn an die Stadt Landshut ab.
Am 1. Juli 1974 trat der Landkreis auch die Gemeinde Frauenberg an die kreisfreie Stadt Landshut ab. Am 1. Mai 1978 wechselte die Gemeinde Bruckberg aus dem Landkreis Freising in den Landkreis Landshut. Gleichzeitig gab der Landkreis die Gemeinde Felizenzell an den Landkreis Mühldorf am Inn ab, die dort nach Buchbach eingemeindet wurde.

### Einwohner

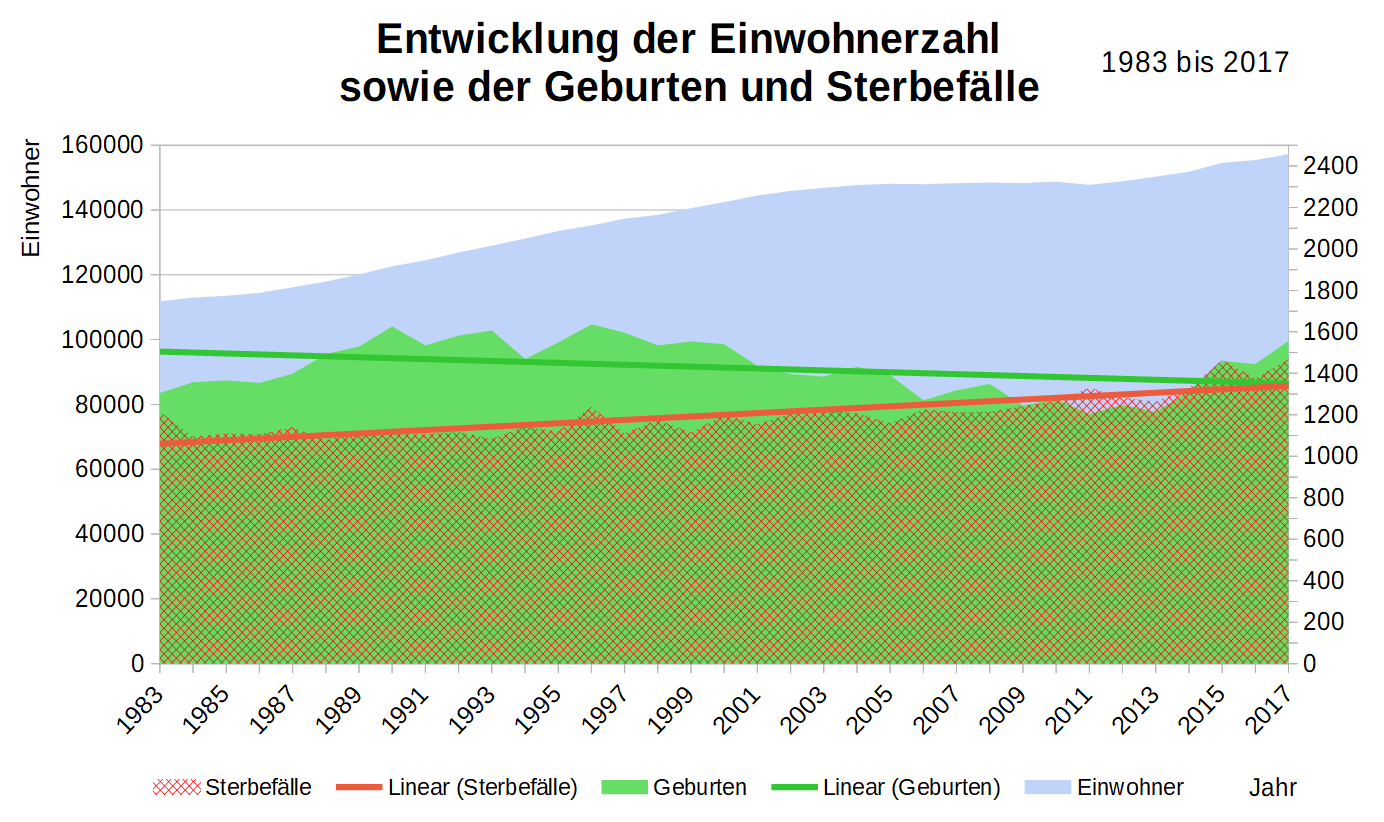
Einwohnerentwicklung mit Anzahl der Geburten und Sterbefälle des Landkreises Landshut von 1983 bis 2017

Die Einwohnerzahlen haben sich wie folgt entwickelt (Anmerkung: ab 2001 handelt es sich um die Zahlen des Bayerischen Landesamtes für Statistik zum 31. Dezember eines Jahres):
| Jahr | Einwohnerzahl | Stand      |
| ---- | ------------- | ---------- |
| 1840 | 51.223        | 01.12.1840 |
| 1871 | 61.687        | 01.12.1871 |
| 1900 | 69.237        | 01.12.1900 |
| 1925 | 74.636        | 16.06.1925 |
| 1939 | 72.754        | 17.05.1939 |
| 1950 | 106.607       | 13.09.1950 |
| 1961 | 90.795        | 06.06.1961 |
| 1965 | 92.374        | 31.12.1965 |
| 1970 | 96.566        | 27.05.1970 |
| 1970 | 97.386        | 31.12.1970 |
| 1975 | 104.540       | 31.12.1975 |
| 1980 | 109.153       | 31.12.1980 |
| 1987 | 115.644       | 25.05.1987 |
| 1990 | 122.638       | 31.12.1990 |
| 1995 | 133.531       | 31.12.1995 |
| 2000 | 142.442       | 31.12.2000 |

| Jahr | Einwohnerzahl |
| ---- | ------------- |
| 2001 | 144.504       |
| 2002 | 145.892       |
| 2003 | 146.857       |
| 2004 | 147 736       |
| 2005 | 148.101       |
| 2006 | 147.990       |
| 2007 | 148.286       |
| 2008 | 148.513       |
| 2009 | 148.350       |
| 2010 | 148.783       |
| 2011 | 147.758       |
| 2012 | 148.862       |
| 2013 | 150.316       |
| 2014 | 151.819       |
| 2015 | 154.577       |
| 2016 | 155.442       |

| Jahr | Einwohnerzahl |
| ---- | ------------- |
| 2017 | 157.239       |
| 2018 | 158.698       |
| 2019 | 159.895       |
| 2020 | 161.191       |

| Alter         | Einwohner nach Alter |
| ------------- | -------------------- |
| jünger als 18 | 19,0 %               |
| 18 bis 29     | 13,4 %               |
| 30 bis 49     | 30,0 %               |
| 50 bis 64     | 20,4 %               |
| älter als 65  | 17,1 %               |

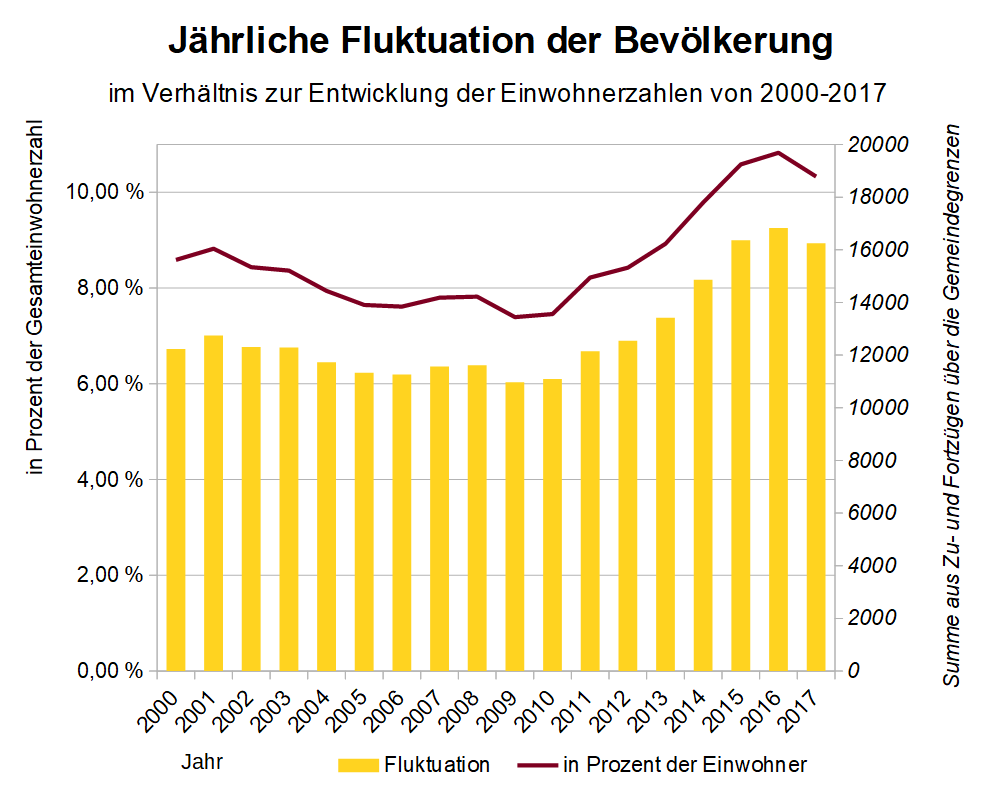
Fluktuation (Summe aus Zu- und Fortzügen) der Bevölkerung im Landkreis Landshut im Verhältnis zur Gesamteinwohnerzahl

Mit dem Kriegsende 1945 stieg bis 1950 die Bevölkerung wegen der Flüchtlinge kurzfristig sprunghaft an, um bis Ende der fünfziger Jahre wieder abzunehmen. Von den 1960er Jahren stieg die Bevölkerung kontinuierlich bis 2005 auf 148.101 Einwohner. Von 2006 bis 2012 blieb die Bevölkerung nahezu konstant um dann ab 2013 bis 2018 kontinuierlich auf 158.698 Einwohner anzusteigen. Durchschnittlich war dies ein Zuwachs von 1.640 Einwohnern pro Jahr in diesem Zeitraum. Dieses Wachstum geht aber auch mit einer Zunahme der Fluktuation der Bevölkerung einher. Lag der Anteil des Zuzugs und Wegzugs über die Landkreisgrenzen hinweg in den Jahren 2000 bis 2013 (14 Jahre) im Schnitt bei etwa 8 % der Gesamtbevölkerung stieg diese im Zeitraum von 2014 bis 2017 (4 Jahre) auf einen Durchschnittswert von 10 % an.
Im Zeitraum 1988 bis 2018 stieg die Einwohnerzahl des Landkreises Landshut von 117.901 auf 158.698 um 40.797 Einwohner bzw. um 34,6 %.
Der Demographie-Spiegel für Bayern berechnet für den Regierungsbezirk Niederbayern eine relativ konstante Einwohnerentwicklung (−1,2 Prozent) bis 2029. Innerhalb des Regierungsbezirkes sieht er den Landkreis Landshut jedoch als eine Wachstumsregion mit einem potentiellen Anstieg der Bevölkerung von vier Prozent. Dieser Zuwachs würde sich aber auch hier nicht gleichmäßig verteilen.
Betrachtet man die Anzahl der Geburten und Sterbefälle im Zeitraum 1983 bis 2017 (siehe Grafik „Einwohnerentwicklung mit Anzahl der Geburten und Sterbefälle des Landkreises Landshut von 1983 bis 2017“) so ist zu erkennen, dass die Trendkurve für die Geburten in diesem Zeitraum eine sinkende Tendenz aufweist, während diese in Bezug auf die Sterbefälle eine deutlich steigende Tendenz darstellt.

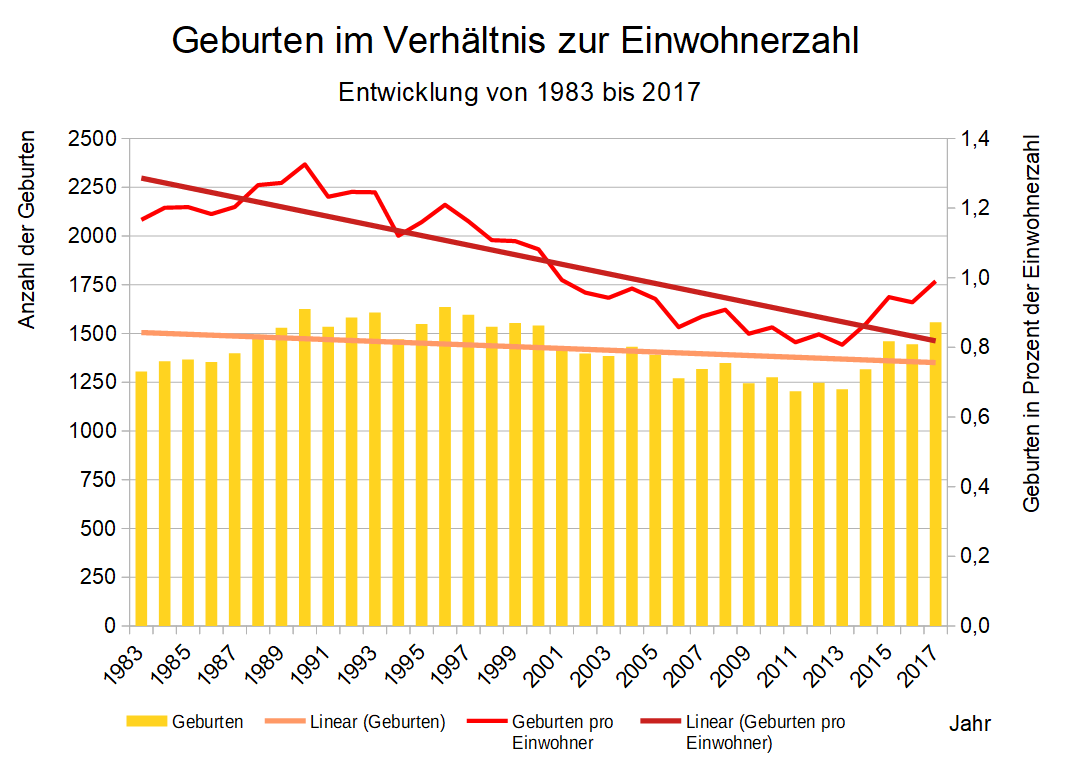
Geburtenentwicklung des Landkreises Landshut von 1983 bis 2017

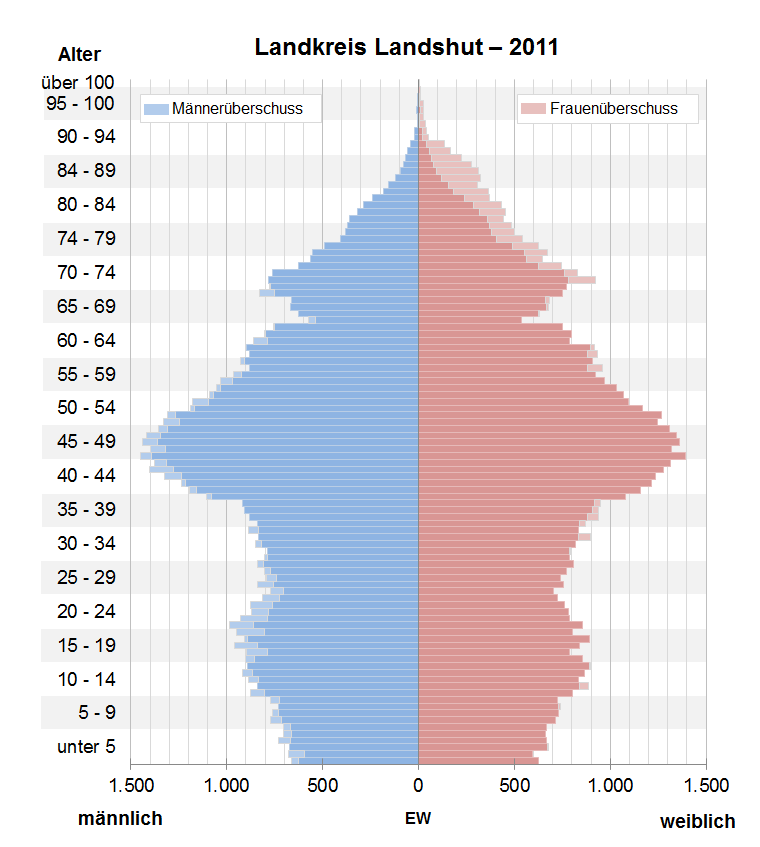
Bevölkerungspyramide für den Kreis Landshut (Datenquelle: Zensus 2011.)

Ende 2017 betrug der Ausländeranteil 9,3 %, welcher knapp unter dem Durchschnitt in Niederbayern mit 9,5 % liegt. Der Anteil der Personen mit Migrationshintergrund betrug 13 Prozent im Jahre 2011. Durchschnitt in Niederbayern waren hier 9,5 Prozent.
Das Durchschnittsalter hat sich von 38,5 Jahren 2000 auf 41,7 Jahre 2010 erhöht. in den letzten drei Jahrzehnten waren die höchsten Geburtenzahlen im Verhältnis zur Einwohnerzahl in den neunziger Jahren zu verzeichnen. Der Höchststand war dabei im Jahr 1990. Seitdem ist dieses Verhältnis bis 2013 deutlich gesunken. Die niedrigen Geburtenraten schlagen sich auch in der Entwicklung des Durchschnittsalters nieder: 43,1 Jahre betrug dies gemäß Bayerischem Landesamt für Statistik zum 31. Dezember 2018. Seit 2014 ist allerdings wieder ein Anstieg der Geburtenraten zu verzeichnen, weshalb der Anteil der Geburten an der Gesamteinwohnerzahl wieder zugenommen hat. Dennoch liegt dieser Wert noch deutlich unter dem des Jahres 1991 (siehe hierzu die nebenstehende Grafik).
2011 setzte sich die Bevölkerung des Landkreises Landshut je zur Hälfte aus Männern und Frauen zusammen.

## Politik
Acht Monate nach Kriegsende fanden am 27. Januar 1946 die ersten Kommunalwahlen (Gemeinderatswahlen) in den kreisangehörigen Gemeinden Bayerns und damit auch im Landkreis Landshut statt. In den Monaten April und Mai 1946 folgten dann noch die ersten Wahlen der Bürgermeister, Landräte sowie Kreistage. 2006 wurde diesbezüglich das 60-jährige Jubiläum begangen.

### Kreistag
Der Kreistag besteht ab 2020 aus 70 statt zuvor 60 Personen, da der Landkreis Landshut zum 31. Dezember 2013 die Marke von 150.000 Einwohnern überschritten hat.
Nach der Kommunalwahl 2020 (zum Vergleich: Kommunalwahl 2014) waren darunter 37 (40) Männer und 23 (20) Frauen. Die Sitzverteilung im 2020 (2014) gewählten Kreistag ist wie folgt:
| Kreistagswahl 2020Wahlbeteiligung: 62,6 % (+1,7 %) %3020100 29,425,010,58,06,65,24,73,73,12,71,2 FWCSUGrüneSPDAfDÖDPJLFDPFLLiJWjLinke/mutGewinne und Verlusteim Vergleich zu 2014 %p 8 6 4 2 0 −2 −4 −6 −8−10−12+2,7−10,5+2,3−4,7+6,6−0,1−1,0+1,0+3,1−0,5+1,2FWCSUGrüneSPDAfDÖDPJLFDPFLLJWLinke/mutAnmerkungen:i Frauen für den Landkreis Landshutj Junge Wähler | Sitzverteilung im Kreistag Landshut seit 2020Insgesamt 70 Sitze - Linke/mut: 1 - FLL: 2 - SPD: 6 - Grüne: 7 - ÖDP: 4 - JW: 2 - JL: 3 - FW: 20 - FDP: 3 - CSU: 17 - AfD: 5 |

| Parteien und Wählergemeinschaften | Parteien und Wählergemeinschaften   | 2020   | 2020   | 2014   | 2014   | 2008   | 2008   | 2002   | 2002   | 1996   | 1996   |
| Parteien und Wählergemeinschaften | Parteien und Wählergemeinschaften   | %      | Sitze  | %      | Sitze  | %      | Sitze  | %      | Sitze  | %      | Sitze  |
| --------------------------------- | ----------------------------------- | ------ | ------ | ------ | ------ | ------ | ------ | ------ | ------ | ------ | ------ |
| FW                                | Freie Wähler Bayern                 | 29,4   | 20     | 26,7   | 16     | 24,0   | 15     | 16,6   | 11     | 15,0   | 09     |
| CSU                               | Christlich-Soziale Union in Bayern  | 25,0   | 17     | 35,5   | 21     | 39,0   | 25     | 45,1   | 28     | 43,0   | 27     |
| Grüne                             | Grüne Bayern                        | 10,5   | 07     | 8,2    | 05     | 6,9    | 04     | 5,1    | 03     | 6,3    | 03     |
| SPD                               | SPD Bayern                          | 8,0    | 06     | 12,7   | 08     | 14,2   | 08     | 18,1   | 11     | 19,7   | 12     |
| AfD                               | AfD Bayern                          | 6,6    | 05     | 0–     | 0–     | 0–     | 0–     | 0–     | 0–     | 0–     | 0–     |
| ÖDP                               | Ökologisch–Demokratische Partei     | 5,2    | 04     | 5,3    | 03     | 5,5    | 03     | 4,8    | 03     | 5,7    | 03     |
| JL                                | Junge Liste                         | 4,7    | 03     | 5,7    | 03     | 6,1    | 03     | 3,2    | 01     | 3,3    | 02     |
| FDP                               | FDP Bayern                          | 3,7    | 03     | 2,7    | 02     | 4,3    | 02     | 3,0    | 01     | 3,2    | 02     |
| FLL                               | Frauen für den Landkreis Landshut   | 3,1    | 02     | 0–     | 0–     | 0–     | 0–     | 0–     | 0–     | 0–     | 0–     |
| JW                                | Junge Wähler                        | 2,7    | 02     | 3,2    | 02     | 0–     | 0–     | 0–     | 0–     | 0–     | 0–     |
| Linke/mut                         | Die Linke Bayern/mut                | 1,2    | 01     | 0–     | 0–     | 0–     | 0–     | 0–     | 0–     | 0–     | 0–     |
| WDL                               | Wählergemeinschaft "Die Landjugend" | 0–     | 0–     | 0–     | 0–     | 0–     | 0–     | 4,1    | 02     | 3,7    | 02     |
| gesamt                            | gesamt                              | 100,1  | 70     | 100,0  | 60     | 100,0  | 60     | 100,0  | 60     | 99,9   | 60     |
| Wahlbeteiligung                   | Wahlbeteiligung                     | 62,6 % | 62,6 % | 60,9 % | 60,9 % | 65,6 % | 65,6 % | 67,3 % | 67,3 % | 72,5 % | 72,5 % |

Bei der Wahl waren 127.132 (120.662) Bürger stimmberechtigt. 79.545 (73.460) davon haben als Wähler teilgenommen, was einer Wahlbeteiligung von 62,6 (60,9) Prozent entspricht. 75.884 (70.657) gültige und 3.661 (2.803) ungültige Stimmzettel wurden abgegeben.

### Bezirksamtmänner/-oberamtmänner (bis 1938), Landräte ab 1939
Bei den Kommunalwahlen 2014 wurde Peter Dreier (Freie Wähler) erstmals zum Landrat gewählt. Bei den Kommunalwahlen 2020 wurde er im Amt bestätigt. Er trat sein Amt am 1. Mai 2014 an. Sein Vorgänger Josef Eppeneder (CSU) wurde erstmals 2002 gewählt und 2008 in seinem Amt bestätigt. Er trat aus Altersgründen nicht mehr zur Wahl an.
| Amtszeit                | Landrat                      |
| ----------------------- | ---------------------------- |
| 1914 -1925              | Philipp Heim                 |
| 1925 -1933              | Ludwig Schmitt               |
| 1933 - 1937             | Michael Freudensberger       |
| 1938 - 1945             | Ludwig Zeitler (NSDAP)       |
| 1946 – 30.04.1964       | Franz Graf von Spreti (CSU)  |
| 01.05.1964 – 30.06.1972 | Toni Beck (CSU)              |
| 01.07.1972 – 27.07.1985 | Hans Geiselbrechtinger (CSU) |
| 01.11.1985 – 03.08.1991 | Ludwig Meyer (CSU)           |
| 26.09.1991 – 30.04.2002 | Josef Neumeier (CSU)         |
| 01.05.2002 – 30.04.2014 | Josef Eppeneder (CSU)        |
| seit 01.05.2014         | Peter Dreier (FW)            |

### Ausschüsse und Gremien
Folgende Ausschüsse und Gremien gibt es im Landkreis Landshut:
- Kreisausschuss
- Ausschuss für Wirtschaft, Energie und Regionalmanagement
- Bauausschuss
- Umweltausschuss
- Jugendhilfeausschuss
- Rechnungsprüfungsausschuss
- Verwaltungsrat von LAKUMED
- Zweckverband für berufliche Schulen
- Zweckverband für Rettungsdienste

### Regionalmanagement
Seit August 2014 betreiben die Stadt und der Landkreis ein gemeinsames Regionalmanagement und ist ein regionales Instrument der Landesentwicklung. Bisher gab es zwei Förderperioden mit den nachfolgend genannten Schwerpunktthemen:
- 2014–2016: Bildung und Fachkräfte, Demografie, technisch soziale Infrastruktur, Energie
- 2017–2018: Mobilität in der Region, Landshut innovativ, regionale Energie.[31]

### Wappen
|                         | Blasonierung: „Unter Schildhaupt mit den bayerischen Rauten in Rot eine silberne Mauer mit zwei Zinnen.“ |
| Wappenführung seit 1960 | |

### Landkreispartnerschaften
Der Landkreis Landshut unterhält folgende Partnerschaften:
- Vicenza, Italien; seit 1976
- Nowosibirsk, Russland; seit 1991
- Northeim, Deutschland

## Gemeinden

### Zugehörige Gemeinden seit der Gebietsreform 1972
Der Landkreis Landshut besteht aus insgesamt 35 Städten und Gemeinden. Es gibt zwei Städte, Rottenburg an der Laaber und Vilsbiburg. Sieben Gemeinden haben den Status eines Marktes. Mit 11.774 Einwohnern ist der Markt Ergolding die einwohnerreichste Kommune im Landkreis. Die größte Fläche hat die Stadt Rottenburg an der Laaber mit 90,15 km², die höchste Einwohnerdichte weist Wörth a.d.Isar mit 545 Einwohnern pro km² auf. Mit 499 m ü. NHN ist Adlkofen am höchsten und Wörth a.d.Isar mit 369 m ü. NHN am niedrigsten gelegen.
| Stadt                    | Wappen | Fläche km² | Einwohner 31. Dezember 2024 | EW-Dichte EW je km² | Höhe über NHN |
| ------------------------ | ------ | ---------- | --------------------------- | ------------------- | ------------- |
| Rottenburg an der Laaber |        | 90,15      | 8.486                       | 94                  | 453           |
| Vilsbiburg               |        | 68,85      | 12,237                      | 178                 | 449           |

| Markt         | Wappen | Fläche km² | Einwohner 31. Dezember 2024 | EW-Dichte EW je km² | Höhe über NHN |
| ------------- | ------ | ---------- | --------------------------- | ------------------- | ------------- |
| Altdorf       |        | 23,05      | 11,300                      | 490                 | 399           |
| Ergolding     |        | 37,16      | 13,323                      | 359                 | 392           |
| Ergoldsbach   |        | 57,06      | 8.491                       | 149                 | 416           |
| Essenbach     |        | 83,57      | 11,998                      | 144                 | 391           |
| Geisenhausen  |        | 62,54      | 7.278                       | 116                 | 460           |
| Pfeffenhausen |        | 71,79      | 5.441                       | 76                  | 436           |
| Velden        |        | 49,4       | 6.491                       | 131                 | 477           |

| Gemeinde                | Wappen | Fläche km² | Einwohner 31. Dezember 2024 | EW-Dichte EW je km² | Höhe über NHN |
| ----------------------- | ------ | ---------- | --------------------------- | ------------------- | ------------- |
| Adlkofen                |        | 47,82      | 4.517                       | 94                  | 499           |
| Aham                    |        | 38         | 1.951                       | 51                  | 420           |
| Altfraunhofen           |        | 24,28      | 2.559                       | 105                 | 466           |
| Baierbach               |        | 16,76      | 732                         | 44                  | 418           |
| Bayerbach b.Ergoldsbach |        | 25,42      | 1.993                       | 78                  | 409           |
| Bodenkirchen            |        | 62         | 5.262                       | 85                  | 470           |
| Bruckberg               |        | 51,11      | 5.700                       | 112                 | 427           |
| Buch am Erlbach         |        | 26,71      | 3.929                       | 147                 | 441           |
| Eching                  |        | 30,1       | 4.254                       | 141                 | 405           |
| Furth                   |        | 20,97      | 3.630                       | 173                 | 428           |
| Gerzen                  |        | 17         | 1.878                       | 110                 | 433           |
| Hohenthann              |        | 68,32      | 4.270                       | 63                  | 487           |
| Kröning                 |        | 39,61      | 2.052                       | 52                  | 458           |
| Kumhausen               |        | 37,07      | 5.538                       | 149                 | 418           |
| Neufahrn i.NB           |        | 38,76      | 4.263                       | 110                 | 404           |
| Neufraunhofen           |        | 17,94      | 1.052                       | 59                  | 495           |
| Niederaichbach          |        | 34,06      | 4.220                       | 124                 | 376           |
| Obersüßbach             |        | 23,58      | 1.664                       | 71                  | 472           |
| Postau                  |        | 34,84      | 1.695                       | 49                  | 388           |
| Schalkham               |        | 22,71      | 917                         | 40                  | 430           |
| Tiefenbach              |        | 24,72      | 3.962                       | 160                 | 454           |
| Vilsheim                |        | 21,7       | 2.729                       | 126                 | 467           |
| Weihmichl               |        | 32,16      | 2.416                       | 75                  | 440           |
| Weng                    |        | 15,62      | 1.373                       | 88                  | 379           |
| Wörth a.d.Isar          |        | 4,84       | 3.214                       | 664                 | 369           |
| Wurmsham                |        | 28,14      | 1.355                       | 48                  | 480           |

Verwaltungsgemeinschaften
1. Altfraunhofen
(Gemeinden Altfraunhofen und Baierbach)
2. Ergoldsbach
(Markt Ergoldsbach und Gemeinde Bayerbach b.Ergoldsbach)
3. Furth
(Gemeinden Furth, Obersüßbach und Weihmichl)
4. Gerzen
(Gemeinden Aham, Gerzen, Kröning und Schalkham)
5. Velden (Vils)
(Markt Velden und Gemeinden Neufraunhofen und Wurmsham)
6. Wörth a.d.Isar
(Gemeinden Postau, Weng und Wörth a.d.Isar)

Keine gemeindefreien Gebiete

### Gemeinden des Altlandkreises
Vor dem Beginn der bayerischen Gebietsreform umfasste der Landkreis Landshut in den 1960er Jahren 60 Gemeinden:

Landkreis Landshut, Gemeindegrenzenkarte von 1961

| - Adlkofen - Altdorf - Altheim, heute zu Essenbach - Arth, heute zu Furth - Ast, heute zu Tiefenbach - Attenhausen, heute zu Bruckberg - Berghofen, heute zu Eching - Buch am Erlbach - Deutenkofen, heute zu Adlkofen - Eching - Ergolding - Essenbach - Eugenbach, heute zu Altdorf - Frauenberg, heute zu Landshut - Furth - Garnzell, heute zu Buch am Erlbach - Götzdorf, heute zu Kumhausen - Grießenbach, heute zu Postau - Gündlkofen, heute zu Bruckberg - Gundihausen, heute zu Vilsheim | - Haunwang, heute zu Eching - Hohenegglkofen, heute zu Kumhausen - Hüttenkofen, heute zu Niederaichbach - Jenkofen, heute zu Adlkofen - Kronwinkl, heute zu Eching - Martinshaun, heute zu Ergoldsbach - Mettenbach, heute zu Essenbach - Mirskofen, heute zu Essenbach - Moosthann, heute zu Postau - Münchnerau, heute zu Landshut - Münchsdorf, heute zu Vilsheim - Neuhausen, heute zu Weihmichl - Niederaichbach - Niederkam, heute zu Kumhausen - Oberaichbach, heute zu Niederaichbach - Obergangkofen, heute zu Kumhausen - Oberglaim, heute zu Ergolding - Oberköllnbach, heute zu Postau - Oberwattenbach, heute zu Essenbach - Ohu, heute zu Essenbach | - Paindlkofen, heute zu Ergoldsbach - Petersglaim, heute zu Hohenthann - Pfettrach, heute zu Altdorf - Postau - Schatzhofen, heute zu Furth - Schönbrunn, heute zu Landshut - Tiefenbach - Tondorf, heute zu Bruckberg - Unholzing, heute zu Postau - Veitsbuch, heute zu Weng - Viecht, heute zu Eching - Vilsheim - Wachelkofen, heute zu Hohenthann - Weihenstephan, heute zu Hohenthann - Weihmichl - Weng - Widdersdorf, heute zu Bruckberg - Windten, heute zu Kumhausen - Wörth an der Isar - Wolfsbach, heute zu Niederaichbach |

## Kultur und Sehenswürdigkeiten
Im Landkreis gibt es einige Baudenkmäler, darunter die als ganze Ensemble geschützten Ortskerne von Geisenhausen, Gerzen, Pfeffenhausen, Velden und Vilsbiburg. Zu diesen Ensembles kommen noch Bödldorf, welches eng mit dem Hafnerhandwerk verbunden ist, und das Künstleranwesen Ganslberg, die Wirkungsstätte von Fritz Koenig.

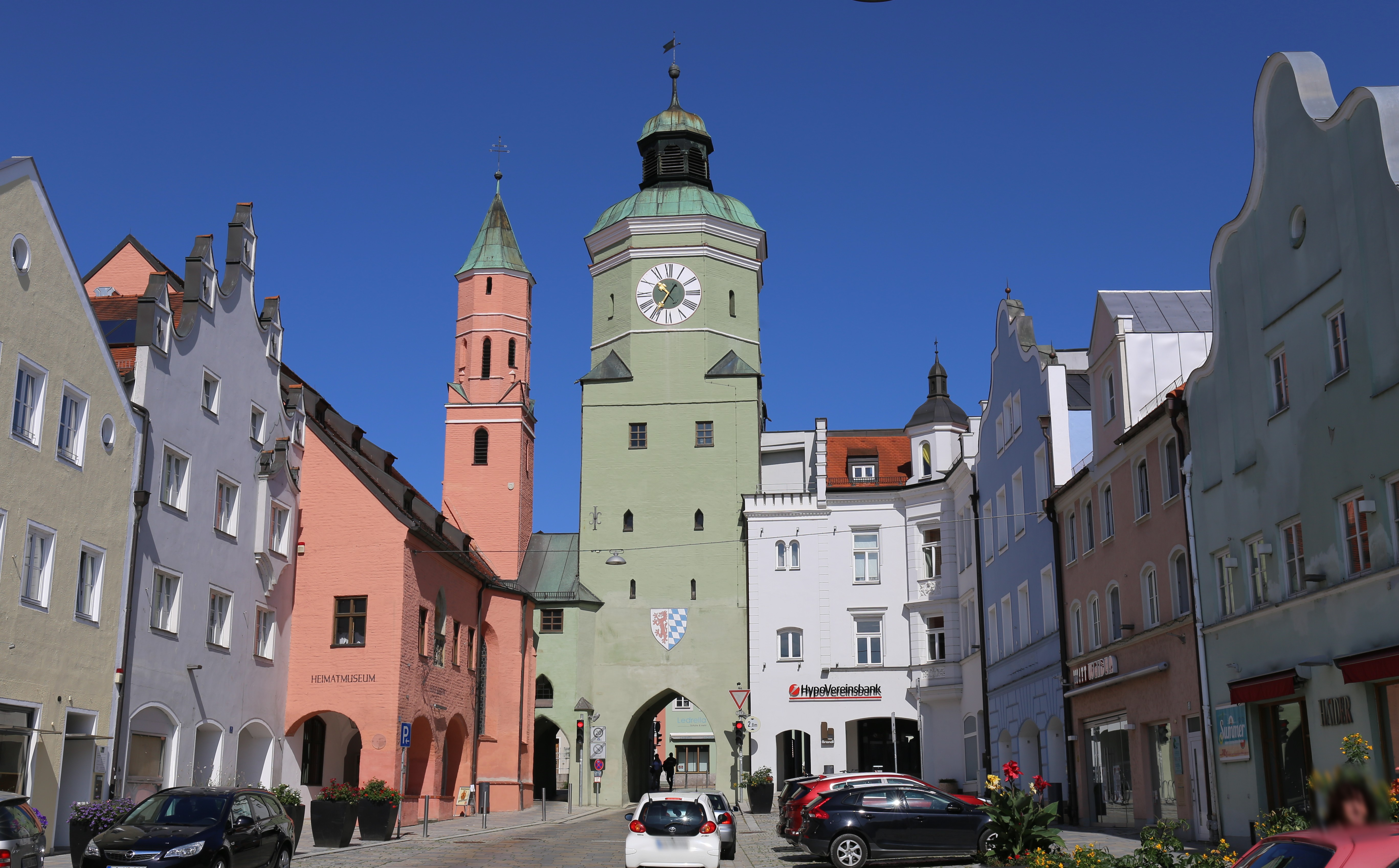
Vilsbiburg
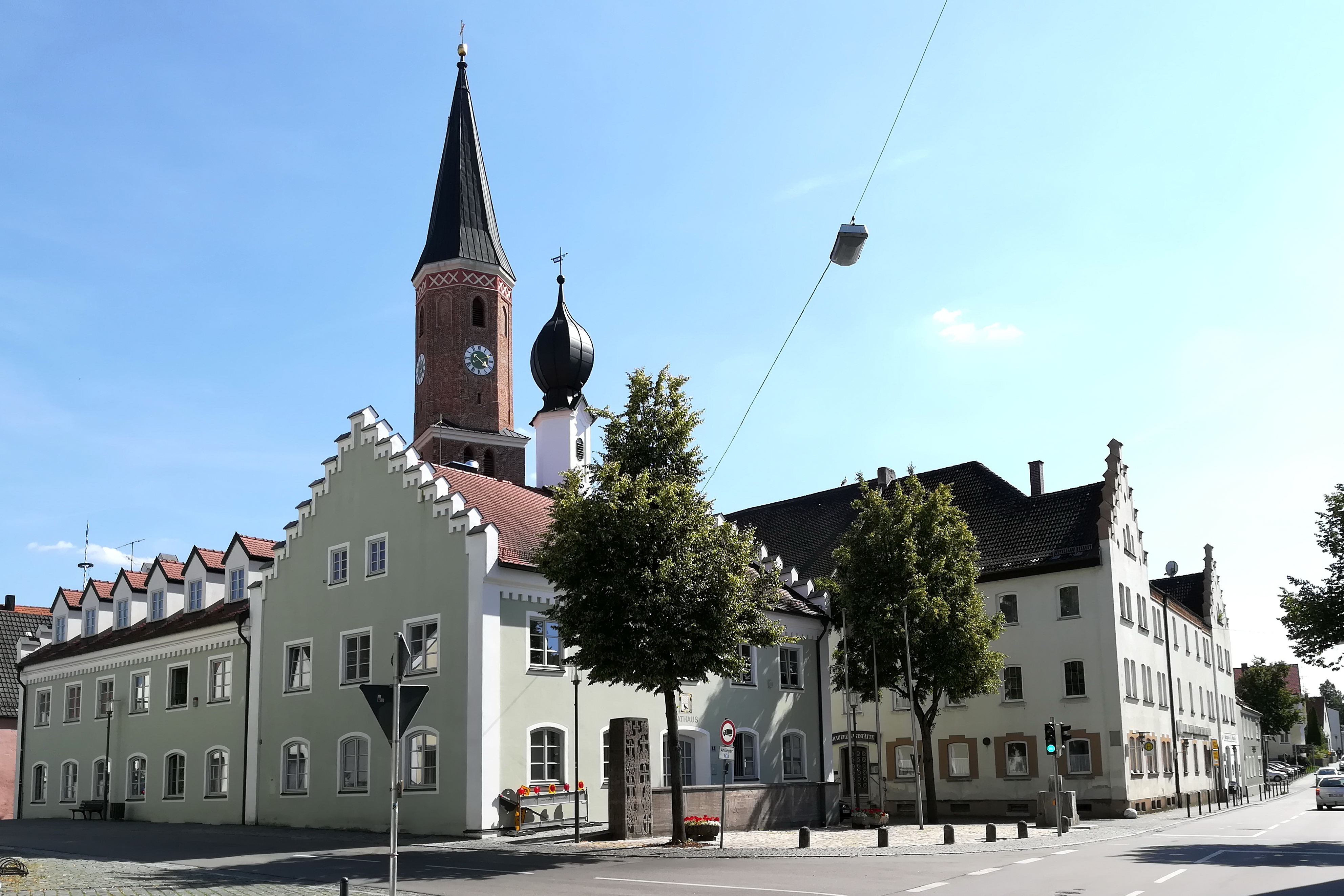
Pfeffenhausen
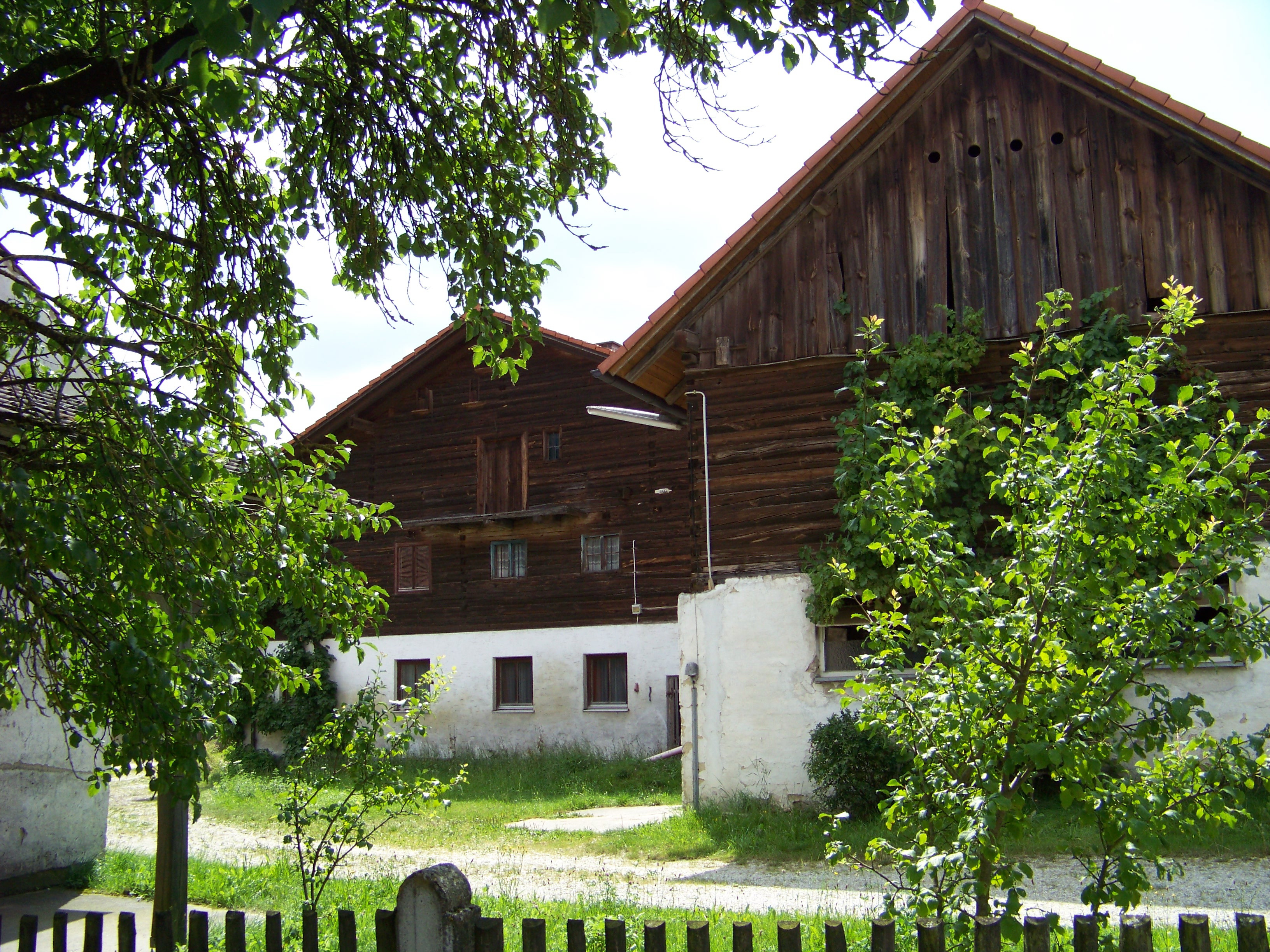
Bödldorf
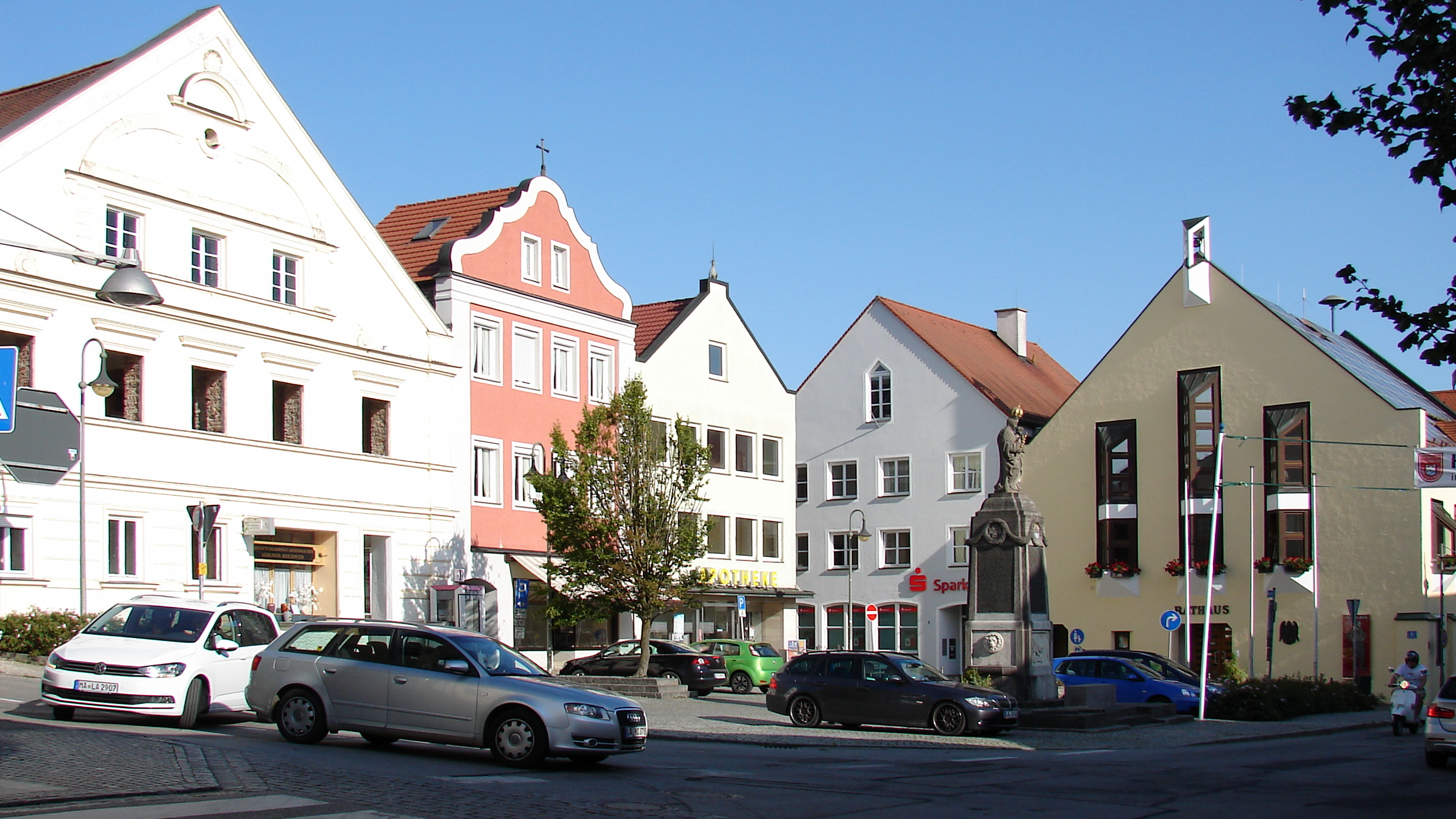
Geisenhausen

### Museen
Im Landkreis Landshut gibt es diverse Museen. Hierzu gehören:
- Adlkofen: Niederbayerisches Automobil- und Motorrad-Museum[35]
- Ahrain: Schulmuseum Ahrain[36]
- Altdorf: Heimatmuseum – Adlhoch-Haus[37][38]
- Neufahrn i.NB: Heimatmuseum Neufahrn[39]
- Niederaichbach: Heimatmuseum Niederaichbach[40]
- Velden: Georg-Brenninger-Freilichtmuseum[41][42]
- Velden: Heimatmuseum[43]
- Vilsbiburg: Heimatmuseum Vilsbiburg/Kröninger Hafnermuseum[44]

## Wirtschaft und Infrastruktur
Im Zukunftsatlas 2016 belegte der Landkreis Landshut Platz 123 von 402 Landkreisen, Kommunalverbänden und kreisfreien Städten in Deutschland und zählt damit zu den Regionen mit „hohen Zukunftschancen“.

### Beschäftigung

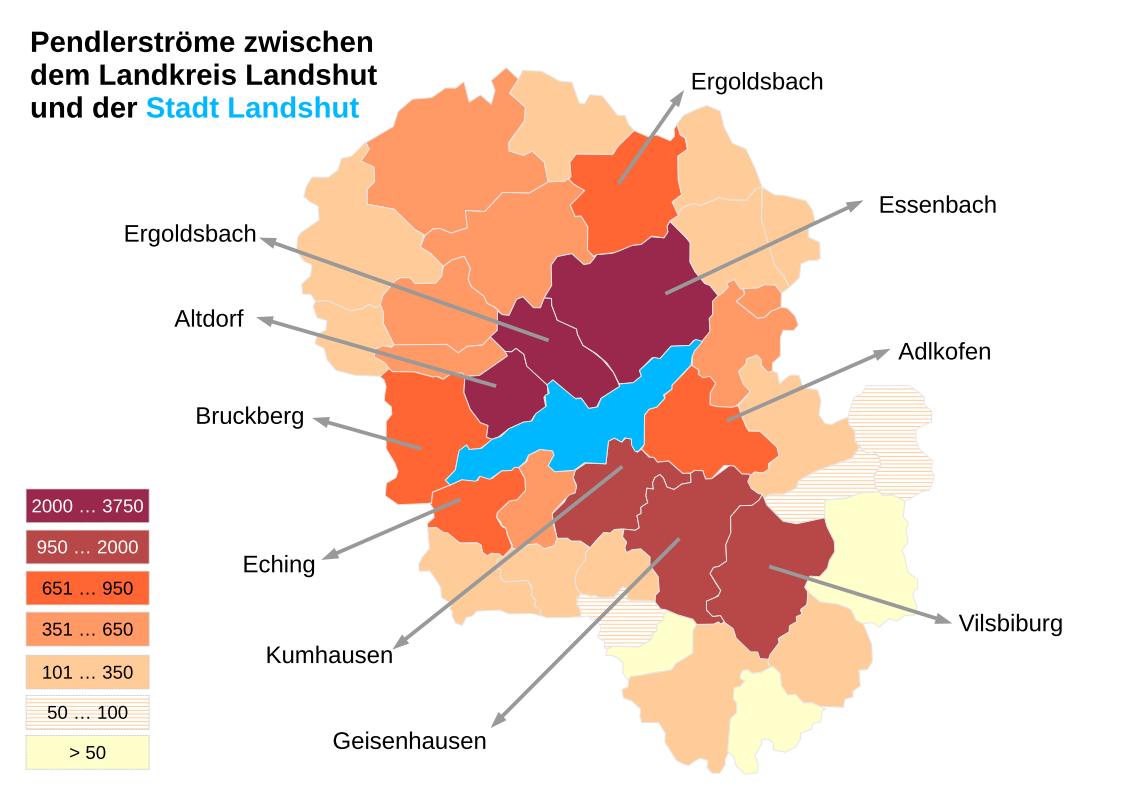
Darstellung der Pendlerströme aus den Gemeinden des Landkreises Landshut in die Stadt Landshut und umgekehrt. Stand: 30. Juni 2016

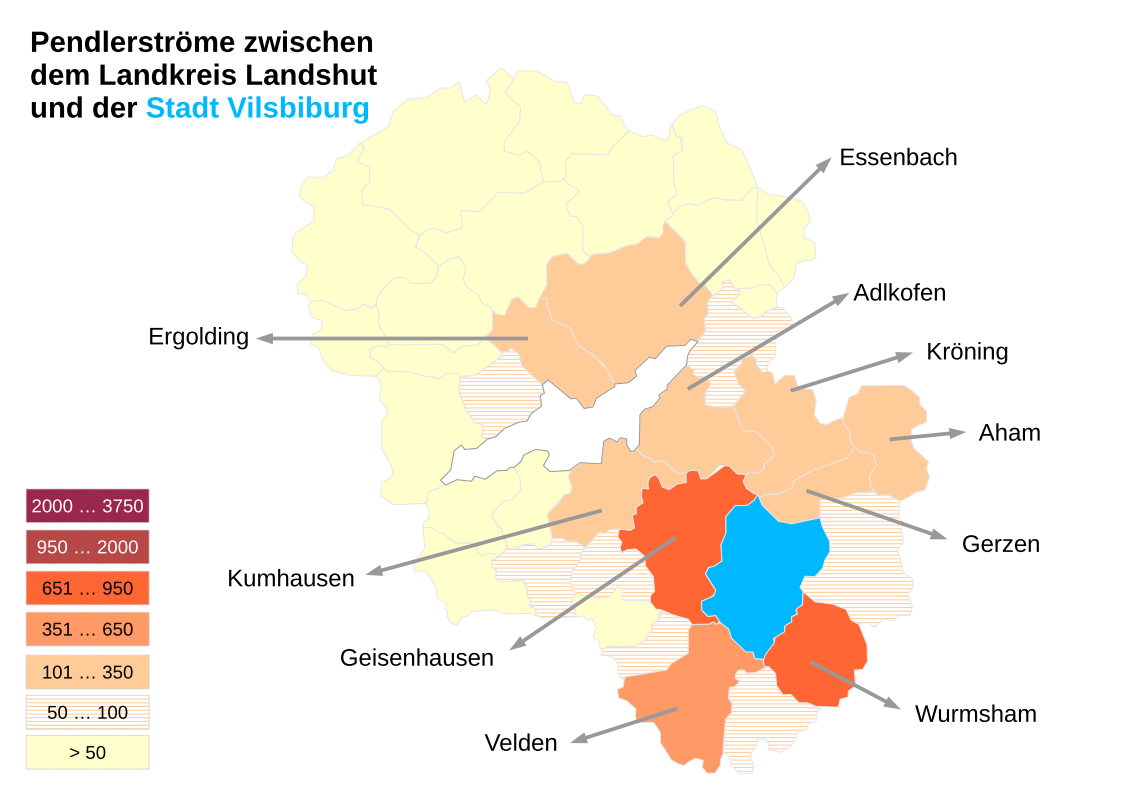
Darstellung der Pendlerströme aus den Gemeinden des Landkreises Landshut in die Stadt Vilsbiburg und umgekehrt. Stand: 30. Juni 2016

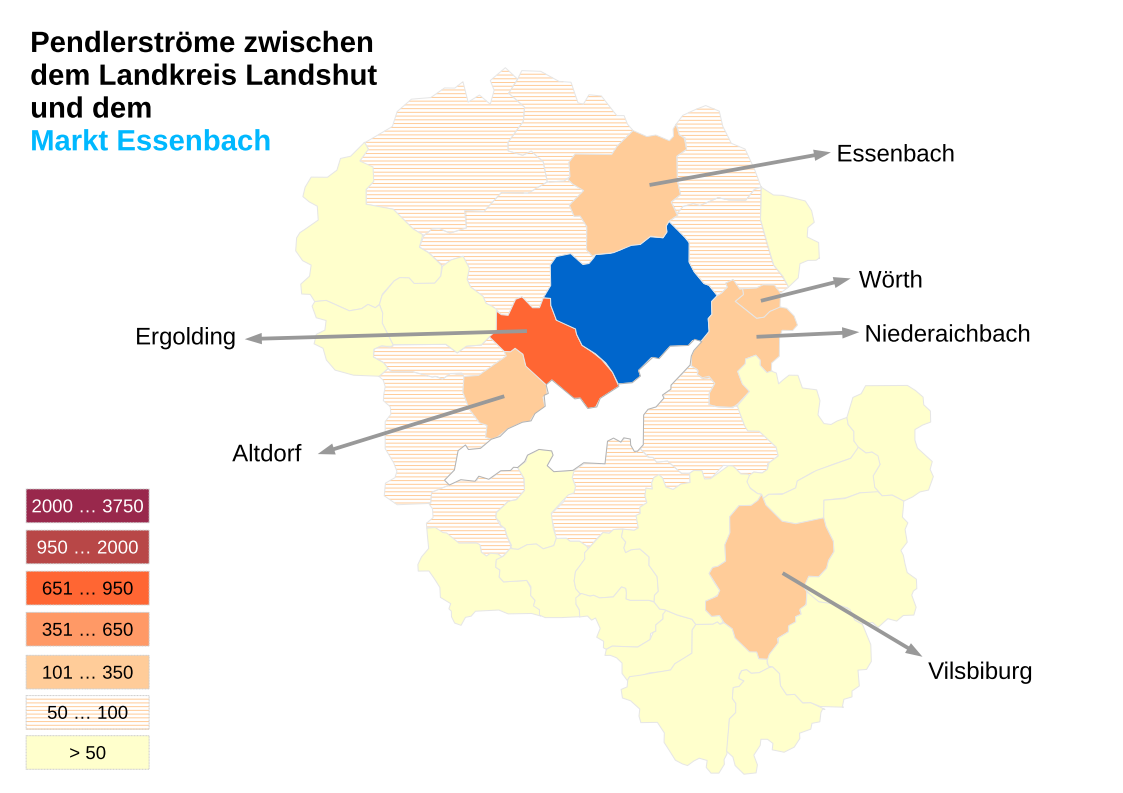
Darstellung der Pendlerströme aus den Gemeinden des Landkreises Landshut in den Markt Essenbach und umgekehrt. Stand: 30. Juni 2016

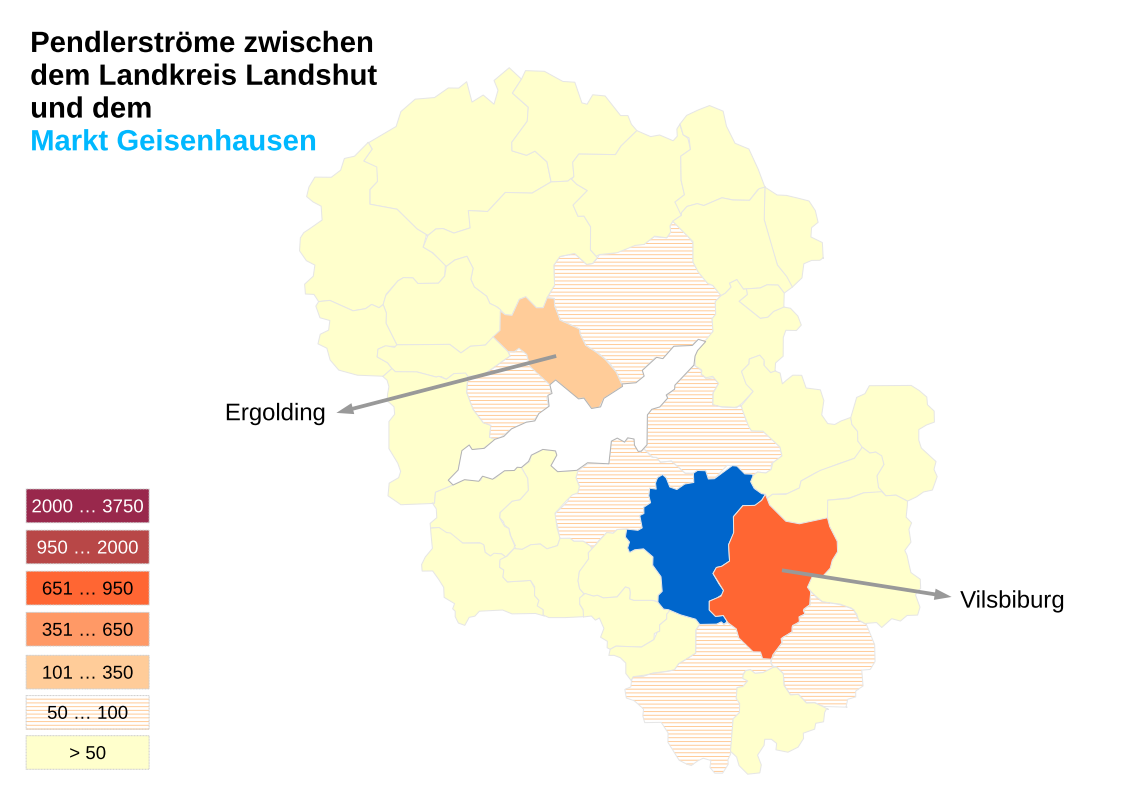
Darstellung der Pendlerströme aus den Gemeinden des Landkreises Landshut in den Markt Geisenhausen und umgekehrt. Stand: 30. Juni 2016

Viele Bewohner des Landkreises Landshut arbeiten in den Werken von BMW in der Stadt Landshut, im Markt Ergolding sowie Dingolfing.
2013 (2012) gab es 31.904 (30.829) Einpendler und 49.462 (48.606) Auspendler. Dies sind 7.256 (+29 Prozent) Einpendler bzw. 6.818 (+16 Prozent) Auspendler mehr als vor zehn Jahren. Der Pendlersaldo des Landkreises ist negativ und zum 30. Juni 2013 (2012) betrug der Auspendlerüberschuss 17.559 (17.777) Personen. Er schwankte die letzten zehn Jahre zwischen 17.000 und 21.000 Personen. Lediglich der Markt Ergolding und die Stadt Vilsbiburg hatten die letzten fünf Jahre einen positiven Pendlersaldo.

### Finanzen

#### Schlüsselzuweisungen
In Folge einer entsprechenden Bewertung der Wirtschaftskraft des Landkreises sowie seiner Städte und Gemeinden sind die Schlüsselzuweisungen von insgesamt 41,5 Millionen Euro im Jahr 2019 auf 45,7 Millionen Euro im 2020 angestiegen. Dabei wurden den Städten und Gemeinden für das Jahr 2020 insgesamt 22,2 Millionen Euro zugewiesen dem Landkreis 23,5 Millionen Euro.
| Zuweisungen an       | Jahr   | Jahr   | Jahr   | Jahr   | Jahr   | Jahr   |
| Zuweisungen an       | 2015   | 2016   | 2017   | 2018   | 2019   | 2020   |
| -------------------- | ------ | ------ | ------ | ------ | ------ | ------ |
| Städte und Gemeinden | 16,504 | 17,429 | 17,277 | 18,84  | 18,888 | 22,197 |
| Landkreis            | 15,299 | 18,114 | 18,49  | 21,161 | 22,654 | 23,466 |
| Gesamt               | 31,803 | 35,543 | 35,767 | 40,001 | 41,542 | 45,663 |

#### Kreisumlage
Mit 15 Prozent bzw. rund 14 Millionen Euro trägt der Markt Ergolding über die Kreisumlage zum Haushalt bei.

### Wohnen und Bauen

#### Wohnen
Gemäß Volkszählung 2011 wurden etwas mehr als zwei Drittel des Gebäudebestandes im Landkreis Landshut zwischen 1970 und 2011 errichtet (siehe nachfolgende Tabelle). Knapp 62 Prozent der verfügbaren Wohnungen wird durch deren Eigentümer/-innen bewohnt. Etwa 34 Prozent sind Mietwohnungen. Es gibt einen Leerstand von 2.154 Wohnungen (siehe nachfolgende Tabelle).
| Jahr            | Gebäude nach Baujahr |
| --------------- | -------------------- |
| vor 1950        | 12,8 %               |
| 1950 bis 1969   | 18,1 %               |
| 1970 bis 1989   | 33,9 %               |
| 1990 und später | 35,2 %               |

| Jahr                          | Wohnungen nach Nutzungsart   |
| ----------------------------- | ---------------------------- |
| bewohnt durch Eigentümer/-in  | 61,8 % bzw. 39.339 Wohnungen |
| vermietet zu Wohnzwecken      | 34,2 % bzw. 21.766 Wohnungen |
| Ferien- und Freizeitwohnungen | 0,6 % bzw. 397 Wohnungen     |
| leer stehend                  | 3,4 % bzw. 2.154 Wohnungen   |

### Wasserversorgung
Die Versorgung mit Trinkwasser in den Städten und Gemeinden des Landkreises wird mehrheitlich durch Zweckverbände übernommen. Hierzu zählen:
- Zweckverband Wasserversorgungsgruppe Bruckberg
(Bruckberg)
- Zweckverband zur Wasserversorgung der Isar-Gruppe I
(Altdorf, Essenbach, Niederaichbach, Wörth)
- Zweckverband zur Wasserversorgung der Pfettrach-Gruppe
(Altdorf, Furth, Weihmichl)
- Zweckverband zur Wasserversorgung Mittlere Vils
(Aham, Gerzen)
- Zweckverband Wasserversorgung Isar-Vils
(Adlkofen, Aham, Altfraunhofen, Baierbach, Eching, Essenbach, Gerzen, Kröning, Kumhausen, Niederaichbach, Tiefenbach, Vilsheim)
- Zweckverband zur Wasserversorgung Rottenburger Gruppe Pattendorf
(Ergolding, Ergoldsbach, Essenbach, Hohenthann, Neufahrn, Pfeffenhausen, Rottenburg, Weihmichl)
- Zweckverband zur Wasserversorgung der Binatal-Gruppe
(Bodenkirchen, Velden, Vilsbiburg, Wurmsham)
- Zweckverband zur Wasserversorgung Neufahrn i.NB-Oberlindhart
(Neufahrn)
- Wasserzweckverband Mallersdorf
(Bayerbach bei Ergoldsbach, Ergoldsbach, Neufahrn, Postau, Weng)
- Zweckverband Wasserversorgung Hallertau
(Obersüßbach)

Buch am Erlbach, Geisenhausen, Neufraunhofen und Schalkham gehören keinem dieser Zweckverbände an.
Die Landwirtschaft hat eine bedeutsame Rolle in Bezug auf die Wasserqualität der Brunnen. Die Belastung des Grundwassers mit Nitrat und mit Rückständen aus Pflanzenschutzmitteln erfordert zunehmend Investitionen in die Aufbereitung. Nachfolgende Beispiele hierzu beziehen sich auf die Brunnen in Hohenthann und Kröning.

### Energie
Mit Stand 21. Februar 2014 lag der Stromverbrauch im Landkreis Landshut bei etwa 1.096.583 MWh/Jahr. Dem stehen etwa 466.460 MWh/Jahr im Kreisgebiet produzierten Stromes aus regenerativen Energiequellen (erfasst über das EEG – Erneuerbare Energien Gesetz) entgegen. Damit liegt der Anteil an Strom aus erneuerbaren Energien im Landkreis bei 43 %. Zu den Spitzenreitern in Sachen Strom aus erneuerbaren Energien (EE) im Landkreis Landshut mit einem Anteil größer 75 Prozent zählen:
- 153 % EE Schalkham
- 125 % EE Pfeffenhausen
- 104 % EE Neufahrn
- 97 % EE Bayerbach
- 88 % EE Aham
- 86 % EE Adlkofen

Der größte Zubau fand in den Jahren 2009 bis 2013 statt.

#### Stromnetze
Der Landkreis ist aktuell von den Planungen einer Hochspannungs-Gleichstrom-Übertragungsleitung – Südostlink genannt – betroffen. Im Oktober 2019 befand sich das Verfahren in der Bundesfachplanung.

#### Biomasse
Zirka 141.619 MWh/Jahr werden in 100 Biomasseanlagen auf dem Gebiet des Landkreises erzeugt. Die installierte elektrische Leistung beträgt knapp 22 MW(Peak).

#### Photovoltaik
Fast 303.101 MWh/Jahr Solarstrom werden im Landkreis mit etwa 12.571 Anlagen auf Dächern von privaten wie gewerblich oder landwirtschaftlich genutzten Gebäuden sowie auf diversen Freiflächen produziert.

#### Windkraft
Am 8. Februar 2014 wurde der Regionalplan Landshut um Vorrang-, Vorbehalts- und Ausschlußgebiete für Windkraftanlagen ergänzt (Kapitels B VI Energie/Teilbereich Wind). Für die Gemeinden Altfraunhofen, Bodenkirchen, Buch am Erlbach, Furth, Geisenhausen, Hohenthann, Kumhausen, Obersüßbach, Schalkham, Tiefenbach, Vilsheim, Weihmichl, die Märkte Pfeffenhausen und Velden, sowie die Städte Rottenburg und Vilsbiburg sind darin Vorranggebiete für die Errichtung und den Betrieb raumbedeutsamer Windkraftanlagen ausgewiesen. Der größte Teil des Landkreises fällt jedoch unter die Kategorie Ausschlussgebiet für Windkraftanlagen. Damit ist die Errichtung raumbedeutsamer Windkraftanlagen in diesen Bereichen unzulässig. 2016 scheiterte die Errichtung einer Windkraftanlage in Geisenhausen in Ermangelung eines entsprechenden Bebauungsplanes. War 2013 die Ausweisung von Gebieten für die Windkraftnutzung noch Teil der Planungen, beschloss der Markt Ergolding im Januar 2017 mit seinem neuen Flächennutzungsplan eine Windkraftnutzung nicht mehr weiter zu verfolgen.
Etwa 417 MWh/Jahr Windstrom wurden 2014 in zwei Anlagen im Landkreis Landshut erzeugt. Zwei weitere Windräder wurden 2015 (bei Weihbüchl/Gemeinde Kumhausen) und 2017 (bei Wachelkofenreuth/Gemeinde Hohenthann) errichtet. Nach gerichtlichen Auseinandersetzungen um die Anwendbarkeit der 10H-Regel wird Stand Oktober 2019 ein fünftes Windrad bei Pfettrach gebaut[veraltet].
In den Gemeinden Bodenkirchen, Ergolding, Essenbach, Geisenhausen, Hohenthann, Kumhausen und Altdorf gibt es Bürgerinitiativen gegen Windkraftanlagen.

#### Wasserkraft
Ungefähr 3.960 MWh/Jahr Wasserkraftstrom werden in 41 Anlagen auf dem Gebiet des Landkreises produziert.

#### Kernenergie

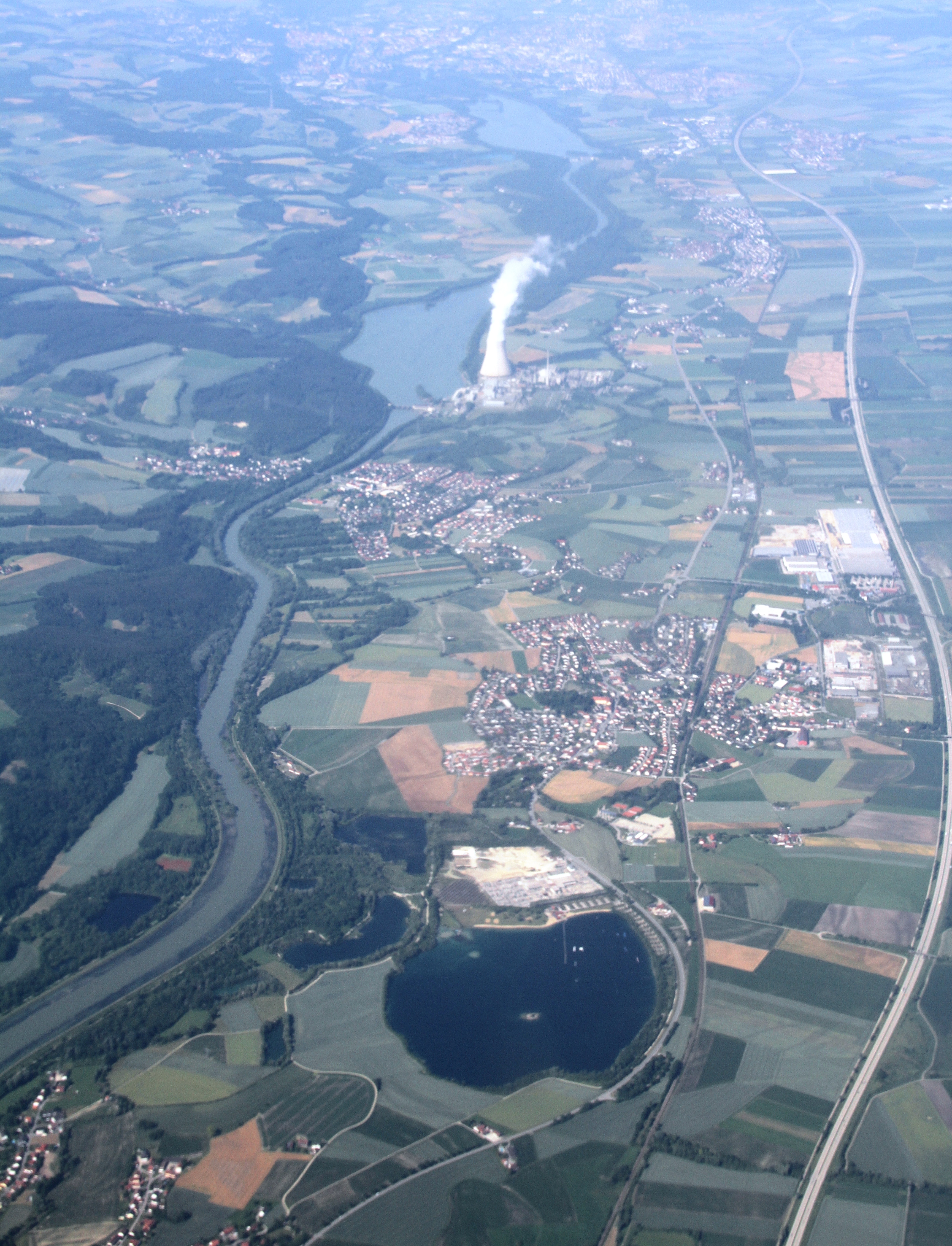
Isartal bei Wörth mit KKI

Der Forschungsreaktor Kernkraftwerk Niederaichbach ist das erste Kernkraftwerk, das bis zur grünen Wiese 1995 abgerissen wurde. In Betrieb war bis zum 15. April 2023 der Reaktorblock 2 (KKI 2) des Kernkraftwerkes Isar (KKI – KernkraftWerk Isar), bestehend aus Isar I und Isar II, in der Gemarkung Essenbach. Der Reaktorblock 1 (KKI 1) wurde am 17. März 2011 im Rahmen der Abschaltung von insgesamt acht Kernkraftwerken in Deutschland als Folge des Reaktorunglücks in Fukushima/Japan vom Netz genommen. Mit Beschluss der Bundesregierung vom 30. Juni 2011 verlor der Reaktorblock 1 die Berechtigung zum Leistungsbetrieb. Isar 2 wurde am 15. April 2023 als eines der letzten drei Kernkraftwerke Deutschlands abgeschaltet.

### Verkehr

#### Straßenverkehr

##### Fernverkehr
Das Straßennetz im Landkreis wird von drei Hauptverkehrsadern geprägt:
A 92: Sie verbindet München mit Deggendorf und ist Hauptroute für den Fernverkehr von München Richtung Tschechien. Durch die EU-Osterweiterung hat sich das Verkehrsaufkommen im niederbayerischen Abschnitt der A 92 stark erhöht.
B 299: Auf einer Achse von Nordwest nach Südost verbindet sie Altenmarkt an der Alz mit Amberg.
B 15: In Nord-Süd-Richtung verbindet sie Hof mit Rosenheim.
Eine weitere Verkehrsader in Nord-Süd-Richtung ist derzeit im Bau bzw. in der Planung:
B 15n: Sie soll als „Gelbe Autobahn“ von Regensburg über Landshut bis Rosenheim führen. Fertiggestellt ist sie bis Ergoldsbach. Der Anschluss an die A 92 bei Essenbach soll bis 2024 erfolgen. Die Isarquerung östlich von Landshut und der Weiterbau südlich von Landshut sind strittig. Als Ost-Süd-Umfahrung Landshut (mit Anbindung B 15n/A 92 an B 15 und B 299) wurde sie in den vordringlichen Bedarf des Bundesverkehrswegeplans 2030 aufgenommen.

##### Nah- und Regionalverkehr
Die Staatsstraße 2045 schafft in west-östlicher Richtung eine Verbindung vom an die Gemeinde Bruckberg angrenzenden Moosburg an der Isar (Landkreis Freising) über die Stadt Landshut bis zur Gemeinde Aham. Über die Staatsstraßen 2074 (südlich der A 92) ausgehend von der Stadt Landshut in östlicher Richtung der Isar folgend und die Staatsstraße 2141 (nördlich der A 92) ausgehend von Essenbach in nordöstlicher Richtung verlaufend wird der Landkreis Landshut mit dem Landkreis Dingolfing-Landau verbunden.
Mit der „Osttangente Landshut“, die seit mehr als einem Jahrzehnt im Gespräch ist, sollte ein zusätzlicher Isarübergang in Höhe der Stadt Landshut in den südlichen Teil des Landkreises geschaffen werden. Ein Verkehrsgutachten des Freistaats Bayern sollte den entsprechenden Bedarf klären. Mit der Aufnahme des Bundesfernstraßenprojektes einer Ost-Süd-Umfahrung Landshut in den vordringlichen Bedarf des Bundesverkehrswegeplans 2030 wird dieses Projekt nicht weiter verfolgt.
Mit einer bis zur Bundesstraße 15 bei Hachlstuhl verlängerten Westtangente Landshut soll ein zusätzlicher Isarübergang im Westen der Stadt Landshut geschaffen werden.

#### Schienenverkehr
Der Abschnitt im Landkreis Landshut der Hauptstrecke München–Landshut–Regensburg wurde in den Jahren 1858/59 von der AG der Bayerischen Ostbahnen erbaut. Ursprünglich führte sie von Neufahrn in Richtung Mallersdorf und Geiselhöring, seit 1873 aber auch direkt über Eggmühl.
Die Bayerische Staatsbahn führte 1880 eine Strecke von Landshut isarabwärts nach Landau und Plattling. Die Bahnstrecke Neumarkt-Sankt Veit–Landshut besteht seit 1883.
Den Knoten Landshut vervollständigte im Jahre 1900 das „Bockerl“ der Bahnstrecke Landshut–Rottenburg. 1974 stellte die Deutsche Bundesbahn den Personenverkehr auf dieser Strecke ein. Seit 1998 wird sie nicht mehr planmäßig befahren und wurde 2002/03 im Abschnitt Neuhausen–Rottenburg abgebaut. Von 2011 bis 2017 führte die BayernBahn auf dem verbliebenen Abschnitt einen Museumsbahnbetrieb durch.
Der Markt Velden an der Vils war seit 1898 durch eine Stichbahn aus Dorfen an die Hauptbahn München–Simbach angeschlossen. 1968 wurde der Personenverkehr und 1993 der Güterverkehr eingestellt. Danach wurde die Bahn abgebaut und auf ihrer Trasse 2000 der „Vilstalradweg“ eröffnet.
Das Eisenbahnnetz im Landkreis umfasst heute insgesamt 100 km Strecke; weitere 32 km sind stillgelegt worden.

#### ÖPNV
Seit dem 1. Januar 2019 gibt es den Zweckverband Landshuter Verkehrsverbund (LAVV), einen Tarifverbund von Stadt und Landkreis Landshut. Somit können Stadt- und Landkreisbusse mit nur einem Ticket benutzt werden.

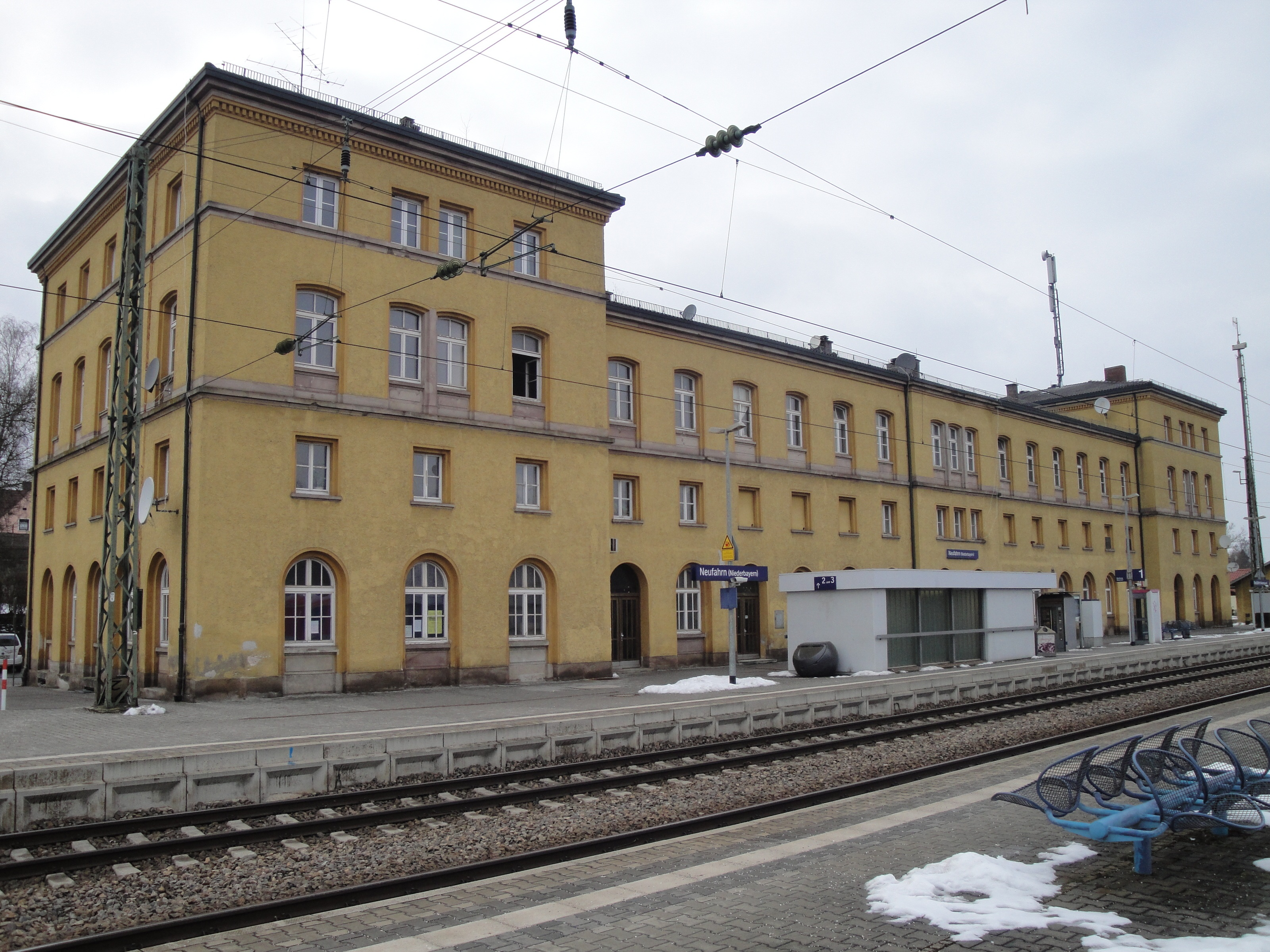
Neufahrn Bahnhof
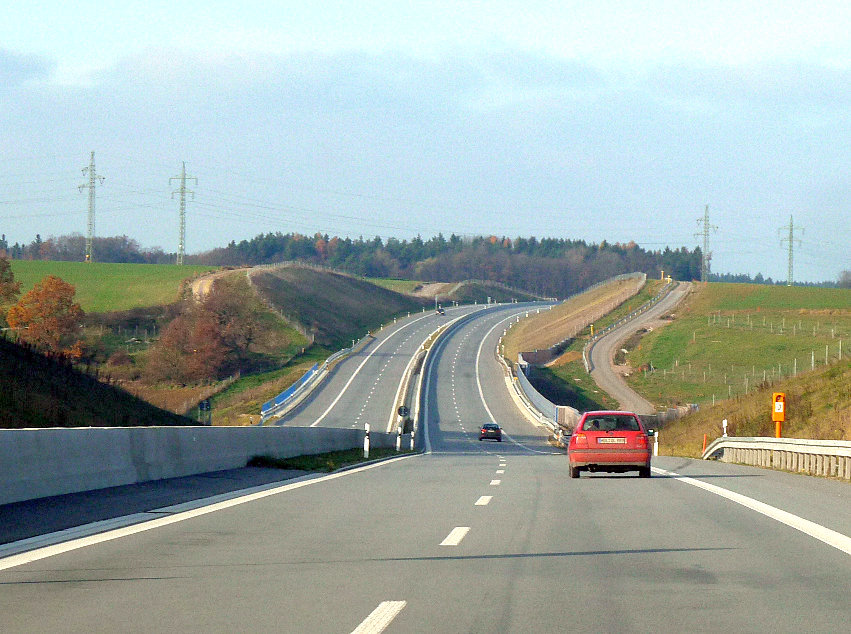
B15n

### Bildung
Im September 2015 erhielten die Stadt und der Landkreis Landshut vom Bayerischen Kultusministerium den Status als Bildungsregion Landshut. Koordiniert wird sie durch einen ständigen Arbeitskreis, der beim Regionalmanagement von Stadt und Landkreis Landshut angesiedelt ist.
Im Juni 2018 fand zum ersten Mal die Bildungskonferenz der Stadt und des Landkreises Landshut statt, um ein kommunales Bildungsmanagement in der Region zu etablieren. In diesem Rahmen wurde die Landshuter Denkfabrik ins Leben gerufen, in der neben der staatlich-kommunalen Ebene auch private Partner eingebunden sind. Zuvor war bereits eine gemeinsame Stabsstelle für Bildungsmanagement geschaffen worden.

#### Grund- und Mittelschulen
In den Gemeinden des Landkreises gibt es insgesamt 38 Grund- und Mittelschulen. 36 davon befinden sich in öffentlicher und zwei (in Geisenhausen und in Oberroning) in privater Trägerschaft. Zehn Schulen haben den Status einer Grund- und Mittelschule (in Bodenkirchen, Bruckberg, Buch am Erlbach, Ergolding, Furth, Gerzen, Kronwinkl, Pfeffenhausen, Rottenburg und Velden) und vier Schulen sind Haupt- bzw. Mittelschulen (in Altdorf, Ergoldsbach, Oberroning und Vilsbiburg). Die übrigen sind Grund- und Volksschulen und liegen in den Gemeinden Adlkofen, Aham, Ahrain, Aich, Altdorf, Altfraunhofen, Bayerbach, Ergolding, Ergoldsbach, Essenbach, Gündlkofen, Hohenthann, Kirchberg, Kumhausen, Neufahrn, Neuhausen, Niederaichbach, Obersüßbach, Pauluszell, Piflas, Postau, und Vilsbiburg.

#### Gymnasien
Gemäß Zensus 2011 besuchten in Bayern durchschnittlich 25,3 Prozent der Schüler das Gymnasium. Im Regierungsbezirk Niederbayern lag dieser Anteil bei 21,6 Prozent und bezogen auf den Landkreis Landshut bei 20,7 Prozent (Stadt Landshut 29,4 Prozent). Der Anteil der Personen über 15 Jahre mit Hochschulreife (Abitur oder Fachabitur) lag in Bayern im Durchschnitt bei 26,1 Prozent; in Niederbayern lag diese Quote bei 17,5 Prozent.
Im Landkreis gibt es drei Gymnasien:
- Gymnasium Ergolding
- Maristen-Gymnasium Furth
- Maximilian-von-Montgelas-Gymnasium in Vilsbiburg

Neben den Landkreis-Gymnasien besuchen die Kinder des Landkreises auch die drei Gymnasien im Stadtgebiet Landshut:
- Hans-Carossa-Gymnasium Landshut
- Hans-Leinberger-Gymnasium (Landshut)
- Gymnasium Seligenthal

#### Schulen in kirchlicher Trägerschaft
Im Schuljahr 2015/2016 besuchen 1.251 (2014/2015: 1.378) Jungen und Mädchen aus dem Landkreis kirchliche Schulen in der Stadt Landshut und in Oberroning. Es handelt sich dabei um folgende Einrichtungen (Anzahl der Landkreiskinder im Schuljahr 2014/2015):
- Gymnasium Seligenthal (442)
- Wirtschaftsschule Seligenthal (159)
- Realschule Oberroning (104)
- Ursulinen-Realschule Landshut (546).

Hierfür erhalten die Schulen vom Landkreis einen Betriebskostenzuschuss von 824.260 € (850.000 €). Für die Nutzung des landkreiseigenen Schulgebäudes in der Seligenthaler Straße gewährt der Landkreis der Schulstiftung Seligenthal einen monatlichen Zuschuss in Höhe von 8888,55 €. Für das Maristen-Gymnasium in Furth im Landkreis Landshut übernimmt er eine jährliche Geldrente von 87.000 €.
Das Maristen-Gymnasium in Furth wurde im Schuljahr 2015/2016 von 617 und das Gymnasium Rohr von 61 Schülern des Landkreises besucht. Insgesamt besuchten 1.929 Landkreiskinder kirchliche Schulen.

### Gesundheitswesen
Der Landkreis verfügt über folgende, durch das Landshuter Kommunalunternehmen für medizinische Versorgung (La.KUMed) geführte, medizinische Einrichtungen:
- Krankenhaus Landshut-Achdorf
- Krankenhaus Vilsbiburg
- Hospiz Vilsbiburg
- Schlossklinik Rottenburg
- Schloss-Reha Rottenburg
- Ärztehaus Landshut-Achdorf.

Nach derzeitigem Berechnungsmaßstab wird die medizinische Versorgung im Mittelbereich Landshut mit 119,8 Prozent und im Mittelbereich Vilsbiburg mit 85 Prozent bewertet. In Stadt und Landkreis Landshut gab es 2014 insgesamt 125 Hausärzte.

## Schutzgebiete
Im Landkreis gibt es ein Naturschutzgebiet, fünf Landschaftsschutzgebiete, acht FFH-Gebiete und mindestens 15 vom Bayerischen Landesamt für Umwelt ausgewiesene Geotope (Stand April 2016). Außerdem liegt ein Teil des Großschutzgebietes Naturwald Auwälder an der mittleren Isar im Landkreis.

## Kfz-Kennzeichen
Am 1. Juli 1956 wurde dem Landkreis bei der Einführung der aktuell gültigen Kfz-Kennzeichen das Kürzel LA zugewiesen. Es ist auch Unterscheidungskennzeichen für die kreisfreie Stadt Landshut. Für den Landkreis Landshut sind die Buchstabenfolgen AA bis ZZ und die Zahlenfolgen 100 bis 999 sowie 5000 bis 9999 vorgesehen, ebenso Kennzeichen, die mindestens einen der Buchstaben B, F, G, I, O oder Q enthalten. Auf die Stadt Landshut entfallen die sonstigen Buchstabenkombinationen und Zahlenfolgen.
Bis in die 1990er Jahre erhielten Fahrzeuge aus den Altkreisen besondere Erkennungsnummern:
| Gebiet                            | Buchstaben | Zahlen      |
| --------------------------------- | ---------- | ----------- |
| Altkreis Landshut                 | AA bis CZ  | 100 bis 999 |
| Altkreis Landshut                 | HA bis HN  | 100 bis 999 |
| Altkreis Landshut                 | JA bis JZ  | 100 bis 999 |
| Altkreis Landshut                 | LA, LH, LL | 100 bis 999 |
| Altkreis Vilsbiburg               | DA bis DZ  | 100 bis 999 |
| Altkreis Vilsbiburg               | HP bis HZ  | 100 bis 999 |
| Altkreis Vilsbiburg               | LD, LJ     | 100 bis 999 |
| Altkreis Rottenburg an der Laaber | EA bis EZ  | 100 bis 999 |
| Altkreis Rottenburg an der Laaber | KA, KC     | 100 bis 999 |
| Altkreis Rottenburg an der Laaber | LC, LE     | 100 bis 999 |

Seit dem 25. Juli 2014 sind auch die Unterscheidungszeichen MAI, MAL, ROL und VIB erhältlich, die den Altlandkreisen Mainburg, Mallersdorf, Rottenburg a.d. Laaber und Vilsbiburg entstammen, welche bei der Gebietsreform 1972 teilweise im Landkreis Landshut aufgegangen sind.